# Villa rustica (Ditchley)
Bei Ditchley (Oxfordshire, England) wurden 1935 die Reste einer gut erhaltenen römischen Villa rustica ausgegraben. Sie galt lange Zeit als die am besten bekannte römische Villa Britanniens.
Die Existenz von römischen Ruinen an dieser Stelle war schon seit 1723 bekannt, als hier ein gepflasterter Fußboden gefunden wurde. In der folgenden Zeit wurden mehrmals weitere Reste gefunden, bis 1935 systematische Ausgrabungen durchgeführt wurden. 
Bei der Villa handelte es sich um eine Portikusvilla mit Eckrisaliten. Es konnten mindestens drei Steinbauphasen nachgewiesen werden; hinzu kommt ein Vorgängerbau aus Holz. Die Anlage bestand zwischen dem Beginn des zweiten und den Ende des vierten Jahrhunderts. Von der Ausstattung fanden sich Wandmalereireste und Fensterglas.
Die Villa stand innerhalb einer Umzäunung, in der zwei Wirtschaftsbauten und eine Tenne angegraben wurden. Eines der Wirtschaftsbauten wurde als Getreidespeicher identifiziert.